# Lazare Picault
Lazare Picault (* um 1700 in Toulon; † 21. Februar 1748 in Pamplemousses) war ein französischer Seefahrer und früher Entdecker und Erforscher der Seychellen.

## Leben

### Karriere als Seemann
Lazare Picault wurde um 1700 in Toulon geboren und wurde Seefahrer. 1735 verließ er Frankreich um als Dritter Offizier auf der Apollon nach Indien zu reisen. Zwei Jahre später kehrte er nach Frankreich zurück. Im November 1739 landete er als Zweiter Offizier der Thétis auf der Isle de France. Lazare Picault war als Navigator für die Französische Ostindienkompanie tätig, als ihn Admiral Bertrand François Mahé de La Bourdonnais beauftragte, den Seeweg zwischen Französisch-Indien und den Kolonien auf den Maskarenen zu erkunden. Picault erhielt das Kommando über die Tartane Elisabeth sowie als Begleitschiff die Charles.

### Entdeckung der Seychellen – Die erste Reise
Im August 1742 segelten die Elisabeth und die Charles und dem Kommando von Picault von der Isle de France in Richtung Norden in unbekannte Gewässer. Zwar fand man unterwegs von riesigen Landschildkröten bewohnte Inseln, aber kein Trinkwasser. Nach über drei Monaten auf See wuchs die Verzweiflung. Schließlich sichtete die Ausguckposten der Elisabeth am 19. November 1742 eine hohe, unbekannte Insel. Als man näher kam, stellte man fest, dass es sich um mehrere Inseln handelte. Picault glaubte, die sagenhaften Inseln Três Irmãos entdeckt zu haben.
Am Nachmittag des 21. Novembers erreichten die Elisabeth und ihr Schwesterschiff die Hauptinsel. Obwohl nur noch wenig Zeit bis zum Sonnenuntergang blieb, schickte Picault zwei Erkundungstrupps an Land. Man fand reichlich Süßwasser, Schildkröten und Fische in Flüssen und im Meer, so dass Picault die Insel zunächst  L’Île d’Abondance (Insel des Überflusses) nannte.
Am Morgen des 26. Novembers entschied Picault nach Rodrigues aufzubrechen, wo ein Auftrag auf ihn wartete. Am 6. Januar 1743 erreichte Picault stattdessen die Küste Madagaskars. Er befand sich damit fast 1.000 Seemeilen von seinem Ziel entfernt und musste erkennen, dass er eine neue, unbekannte Inselgruppe entdeckt hatte, die später als die Seychellen bekannt werden sollten.

### Erforschung der Seychellen – Die zweite Reise
Am 7. Dezember 1743 brach Picault erneut zu der von ihm entdeckten Inselgruppe auf, mit dem Auftrag, diese näher zu erforschen. Am 28. Mai 1744 erreichte er die L’Île d’Abondance, die er zu Ehren seines Gönners in Mahé umbenannte. Bevor Picault am 15. Juni in Richtung der Malabarküste aufbrach, besuchte er noch die benachbarten Inseln La Digue, die er Ìle Rouge wegen ihrer rötlichen Granitfelsen nannte,  Praslin, die er als Isle de Palmes wegen der großen Palmenwälder bezeichnete und Frégate, die er so wegen der großen Anzahl von Fregattvögeln taufte.

### Rückkehr auf die Isle de France und Tod
Im Juli 1744 kehrte Picault auf die Isle de France zurück. Inzwischen hatten die Auswirkungen des Österreichischen Erbfolgekrieges auch Indien und den Indischen Ozean erreicht, so dass keine weiteren Expeditionen nach Mahé unternommen wurden. Die Elisabeth sank in einem Seegefecht gegen die Engländer. Am 21. Februar 1748 starb Lazare Picault in Pamplemousses auf der Insel Mauritius.

## Wirkung
Obwohl Lazare Picault mit großer Sicherheit nicht der erste Mensch war, der die Seychellen gesehen und betreten hat, so gilt er als deren Entdecker. Nach ihm sind auf den Seychellen Strände, Hotels und auch der Distrikt Baie Lazare benannt.